# An Chol-hyok
An Chol-hyok (en chosŏn'gŭl, 안철혁; Kanggye, Corea del Norte; 27 de junio de 1987) es un exfutbolista profesional norcoreano que jugaba como delantero y toda su carrera la jugó con el Rimyongsu de la Liga de fútbol de Corea del Norte.

## Selección nacional
Ha sido internacional con la Selección de fútbol de Corea del Norte en 29 partidos internacionales marcando 11 goles.

### Participaciones en Copas del Mundo
| Mundial                        | Sede      | Resultado    | Partidos | Goles |
| ------------------------------ | --------- | ------------ | -------- | ----- |
| Copa Mundial de Fútbol de 2010 | Sudáfrica | Primera fase | 0        | 0     |

## Clubes
| Club      | País            | Año         |
| --------- | --------------- | ----------- |
| Rimyongsu | Corea del Norte | 2003 - 2014 |